# ヴァイキング (ロケット)
ヴァイキング・ロケットはグレン・L・マーティン・カンパニー(現在のロッキード・マーティン)によってアメリカ海軍研究所(NRL)の監督下で設計、製造された一連の観測ロケットである。1949年から1955年にかけて12機のヴァイキングロケットが打ち上げられた。
冷戦初期の頃のロケットとしては珍しく海軍の主導により、兵器としてではなく科学観測用として開発された。ヴァイキングにより、高層大気に関する多くの科学的・工学的知見がもたらされた。ドイツから接収されたV2号を元に開発されたが、様々な新機軸が導入され、現在も用いられているロケットの標準的な要素がこのロケットの開発を通じて確立された。

## 原型機
第二次世界大戦後、アメリカはヘルメス計画の一環として鹵獲したドイツのV2ロケットの実験を行った。これらの実験を元に、アメリカは1946年にネプチューンと呼ばれる独自の大型液体燃料ロケットの設計・開発を決定した。これにはアメリカが接収したV2号を使い尽くした後もヘルメス計画を継続するために独自のロケット開発能力を獲得することと、科学研究により適したロケットに切り替えるという2つの目的があった。海軍は、大気の調査や艦隊に影響を及ぼす悪天候の予測のために実用的なロケットを必要としていたのである。名称は後にヴァイキングに変更された。
V2は兵器として設計され、1トンの高性能炸薬を載せて高高度の希薄な大気で反転降下する仕様であった。一方、高高度観測ロケットのペイロードである科学観測装置の運搬にはV2号の能力は過剰であり、V2を研究観測に使用する場合は飛行安定性を確保するために鉛の錘を積む必要があった。このため、科学観測に必要な小型のペイロードであれば本来到達可能であったはずの高度や速度が得られないという課題があった。
海軍研究所(NRL)では先進的な観測ロケットを製造するためにアメリカロケット協会(ARS)の会員に働きかけた。
ヴァイキングは当時アメリカで開発中の最も先進的で大きい液体燃料ロケットだった。

## 設計の特徴
ヴァイキングはV2とほぼ同じ高さで直径は半分、重量や出力も半分程度となった。どちらも外部誘導式で、推進剤も同じ (エタノールと液体酸素) であり、ターボポンプで駆動される1基の大型燃焼室を備える。89 kN (20000 lbf)の推力を生み出すリアクション・モーターズ XLR10エンジンは当時アメリカで開発された最大の液体燃料ロケットエンジンであった。V2と同様に、ターボポンプは過酸化水素の分解によって生成された水蒸気で駆動された。
ヴァイキングはV2を凌駕する重要な革新技術を取り入れ、ロケット開発において先駆的な役割を果たした。特に顕著なものは推力偏向方式であり、現在でも使われるジンバル機構を初めて取り入れた。V2では当時の工作技術の制約から、黒鉛製の推力偏向板を用いてエンジン排気を偏向させていたが、ヴァイキングではエンジンをジンバルで支持することでピッチ軸とヨー軸の2軸制御が可能になった。ジンバルはジャイロスコープを慣性基準として制御されており、第二次世界大戦の開戦前にロバート・ゴッダードが考案し、部分的に成功を収めていた。ロール軸はターボポンプ排気を用いて翼面を駆動する姿勢制御システムで制御された。主エンジン停止後には圧縮ガスを噴射して機体を安定化させるようになっており、現在の大型ロケットや宇宙船でも同様の装置が使用されている。また、初期型ではエタノールタンク、後には液体酸素タンクが軽量化のため外皮と一体化された。構造材もV2では鋼が使用されたのに対して大半がアルミニウム製となり、軽量化に貢献した。
ヴァイキング1号から7号はV2よりも長かった (およそ15 m, 49 ft)が、まっすぐな円筒形の機体は直径32インチ(81 cm)と細く、V2に似た大型の安定翼を備えていた。ヴァイキング8号から14号では機体が拡大され、直径は45インチ (114 cm)となる代わりに全長は13 m (42 ft)に短縮された。また、安定翼は大幅に小型化され三角形になった。直径を拡大して推進剤を増やしたため重量も増えたが、満載重量と空虚重量の比は約5:1となり、当時最高の水準だった。

## 飛行実績
ヴァイキング4号以外はニューメキシコ州ホワイトサンズ・ミサイル実験場から発射された。
ヴァイキング1号は入念な地上試験の後に1949年5月3日に発射され、高度50マイル (80 km)に到達した。タービンポンプケーシングからの蒸気漏れによりエンジンが予定より早く停止したため、高度は伸びなかった。
1949年9月6日のヴァイキング2号はヴァイキング1号と同じ原因で予定より早くエンジンが停止したため、到達高度はわずか32マイル (51 km)だった。エンジンの不調の原因は、いずれもタービンポンプケーシングが溶接ではなくボルト接合で作られていたためであった。
ヴァイキング3号は1950年2月9日に打ち上げられた。再設計された誘導システムを搭載していたが、動作が不安定で射場外に飛び出す恐れがあったことから地上からのコマンドで停止され、高度は50マイル (80 km)に留まった。
ヴァイキング4号は1950年5月11日に赤道付近でミサイル試験艦 USS ノートン・サウンドから打ち上げられた。到達高度は105マイル (169 km)でペイロード重量から想定される最大高度に近い値となり、ほぼ完璧な打ち上げであった。誘導システムはヴァイキング1号および2号と同じものが使用された。
ヴァイキング5号は1950年11月21日に打ち上げられ、高度108マイル (174 km)に到達した。エンジン出力が5%ほど低かったため、正常ならもう少し高高度まで到達できたと考えられた。
ヴァイキング6号は1950年12月11日に打ち上げられた。動力飛行の末期に安定翼が故障して高度制御ができなくなり、大きな抗力を受けたため到達高度は40マイル (64 km)に留まった。
ヴァイキング7号は1951年8月7日に打ち上げられ、V2を上回る高度136マイル (219 km)に到達した。原設計に基づくヴァイキングの最終飛行で最高高度を達成した。
ヴァイキング8号は1952年6月6日に打ち上げられた。改設計に基づく最初のロケットであったが、地上試験中に誤って飛び上がったため失われた。地上からのコマンドで停止される前に高度4マイル (6.4 km)に到達した。
ヴァイキング9号は1952年12月15日に打ち上げられ、高度136マイル (219 km)に到達した。改設計で初めて成功した。
ヴァイキング10号は1953年6月30日の打ち上げ時にエンジンが爆発した。再製作されて1954年5月7日に改めて打ち上げられ、高度136マイル (219 km)に到達した。
ヴァイキング11号は1954年5月24日に打ち上げられた。到達高度158マイル (254 km)は当時の西側諸国の単段式ロケットの最高記録であった。上空からの地上の写真撮影と再突入体の試験が行われた。
ヴァイキング12号は1955年2月4日に打ち上げられた。再突入体の試験と写真撮影、大気調査が行われた。高度143マイル (230 km)に到達した。
このほか、ヴァイキング9号から12号と類似した設計の機体が2機、ヴァンガード計画の試験機として打ち上げられた。いずれもケープカナベラル空軍基地から打ち上げられ、1956年12月8日に打ち上げられたものはヴァンガードTV0、1957年5月1日に打ち上げられたものはヴァンガードTV1と呼ばれた。

## 成果
ヴァイキング計画はアメリカ海軍が計画したもので、国家安全保障の一環ではあったが、初期の宇宙開発において画期をなし、数々の技術的・科学的成果をもたらした。
平和目的の宇宙飛行および宇宙探査は、ドイツ陸軍が軍事目的で予算を与えたV2においてさえも、高い志を持った開発者達にとって重要な目的であり、開発を進める原動力であった。ヴァイキングは、人工衛星のようなより野心的な宇宙探査という目標のために、真に科学的な目的のもとにロケット技術を進歩させた、当時最も野心的な計画であった。
ヴァイキングで導入された先駆的な技術には以下のものがある。
- 全アルミニウム製機体。これにより、推進剤充填重量/空虚重量はヴァイキング8号以降の改良型で約5:1を達成した。ヴァイキングの単段式ロケットとしての到達高度記録は軽量構造によるところが大きい。
- ジンバルによる推力偏向制御。これはドイツのV2とアメリカのレッドストーンミサイルで使用された黒鉛製推力偏向パドルに比べて信頼性と効率の両方で大きく優り、以降のロケットで標準となった。
- 姿勢制御用噴射装置の導入。主エンジン停止後、予め入力された順番に従って小型噴射装置を噴射することで機体の姿勢制御を行った。
- 無線テレメトリの活用。技術データ・科学観測データともに無線伝送を活用したことで、有用な結果を入手するために必要な打ち上げ回数を大幅に減らすことができた。

### 初めて得られた科学的成果
- 最高高度における大気密度測定(ヴァイキング7号)
- 最高高度における風計測(ヴァイキング7号)
- 高高度における大気中の陽イオン組成の測定(ヴァイキング10号)
- 高高度における宇宙線の観測(ヴァイキング9、10、11号)
- 最高高度からの地球の撮影(ヴァイキング11号)

ヴァイキングにより、海軍研究所は世界で初めて上層大気の温度、気圧、風向風速と電離層における電子密度を測定し、太陽からの紫外線スペクトルを記録することができた。
1954年5月24日、ニューメキシコ州ホワイトサンズ試験場から打ち上げられたヴァイキング11号にはカメラが装備され、初めて高度100マイル (160 km)からのハリケーンと熱帯嵐が撮影された。写真にはメキシコとテキサスからアイオワを含む直径1,600 km (990 mi)の範囲が写っており、これは最初に高高度から鮮明に撮影された、地球が球形であることが分かるフルカラー写真でもあった。

## ヴァイキングからヴァンガードへ
この一連の実験が成功したことで、海軍研究所の科学者はヴァイキングより強力なロケットに上段を追加すれば人工衛星の打ち上げ能力を獲得できると確信した。これはアメリカで2番目の人工衛星を打ち上げた海軍研究所の3段式ロケット、ヴァンガード計画へ繋がった。1957年秋にヴァンガード計画の最初の試験機体TV2が完成する前に、改良型ヴァイキングロケットと類似した機体がヴァンガード TV0 (ヴァイキング 13から改名)およびTV1として打ち上げられた。